# كوري جنكينز
كوري جنكينز (بالإنجليزية: Corey Jenkins)‏ هو لاعب كرة قدم أمريكية ولاعب كرة القدم الكندية أمريكي، ولد في 25 أغسطس 1976 في كولومبيا في الولايات المتحدة.

## وصلات خارجية
- كوري جنكينز على موقع مرجع كرة القدم المحترفة.كوم (الإنجليزية)